# Tour 09
Albums de Julien Clerc
Julien déménage électrique & acoustique
(2002) Symphonique
(2012)
Tour 09 est un album live en 2 CD de Julien Clerc, enregistré lors de la tournée 2009. 
L'enregistrement a eu lieu lors du concert du 16 juillet 2009 au Festival des Nuits de Fourvière à Lyon, dans les arènes de Fourvière. Par ailleurs, il a été retransmis en direct et en trois dimensions dans plusieurs salles de cinéma. Julien Clerc est le premier artiste européen à s'être prêté à cette innovation technologique.

## Titres CD 1
| CD 1 - 14 titres | CD 1 - 14 titres                                        | CD 1 - 14 titres                 | CD 1 - 14 titres                 | CD 1 - 14 titres | CD 1 - 14 titres | CD 1 - 14 titres | CD 1 - 14 titres | CD 1 - 14 titres | CD 1 - 14 titres |
| No               | Titre                                                   | Paroles                          | Musique                          | Durée            |                  |                  |                  |                  |                  |
| ---------------- | ------------------------------------------------------- | -------------------------------- | -------------------------------- | ---------------- | ---------------- | ---------------- | ---------------- | ---------------- | ---------------- |
| 1.               | Où s'en vont les avions ?                               | Gérard Duguet-Grasser            | Julien Clerc                     | 3 min 32 s       |                  |                  |                  |                  |                  |
| 2.               | Si on chantait                                          | Étienne Roda-Gil                 | Julien Clerc                     | 3 min 03 s       |                  |                  |                  |                  |                  |
| 3.               | Présentation des auteurs                                |                                  |                                  | 1 min 10 s       |                  |                  |                  |                  |                  |
| 4.               | Jouez violons, sonnez crécelles                         | Étienne Roda-Gil                 | Julien Clerc                     | 2 min 32 s       |                  |                  |                  |                  |                  |
| 5.               | Je voyage                                               | Maurice Vallet                   | Julien Clerc                     | 3 min 47 s       |                  |                  |                  |                  |                  |
| 6.               | Elle voulait qu'on l'appelle Venise                     | Étienne Roda-Gil                 | Julien Clerc                     | 3 min 22 s       |                  |                  |                  |                  |                  |
| 7.               | Le patineur                                             | Étienne Roda-Gil                 | Julien Clerc                     | 2 min 56 s       |                  |                  |                  |                  |                  |
| 8.               | Déranger les pierres                                    | Carla Bruni                      | Julien Clerc                     | 3 min 16 s       |                  |                  |                  |                  |                  |
| 9.               | Le cœur volcan                                          | Étienne Roda-Gil                 | Julien Clerc                     | 3 min 18 s       |                  |                  |                  |                  |                  |
| 10.              | Utile                                                   | Étienne Roda-Gil                 | Julien Clerc                     | 3 min 12 s       |                  |                  |                  |                  |                  |
| 11.              | Ivanovitch                                              | Maurice Vallet                   | Julien Clerc                     | 3 min 18 s       |                  |                  |                  |                  |                  |
| 12.              | Une petite fée                                          | Gérard Manset                    | Julien Clerc                     | 3 min 28 s       |                  |                  |                  |                  |                  |
| 13.              | Travailler, c'est trop dur (Adaptation Zachary Richard) | Traditionnel du folklore acadien | Traditionnel du folklore acadien | 4 min 09 s       |                  |                  |                  |                  |                  |
| 14.              | Femmes, je vous aime                                    | Jean-Loup Dabadie                | Julien Clerc                     | 4 min 55 s       |                  |                  |                  |                  |                  |
| 45 min 50 s      |                                                         |                                  |                                  |                  |                  |                  |                  |                  |                  |

## Titres CD 2
| CD 2 - 14 titres | CD 2 - 14 titres                               | CD 2 - 14 titres          | CD 2 - 14 titres                 | CD 2 - 14 titres | CD 2 - 14 titres | CD 2 - 14 titres | CD 2 - 14 titres | CD 2 - 14 titres | CD 2 - 14 titres |
| No               | Titre                                          | Paroles                   | Musique                          | Durée            |                  |                  |                  |                  |                  |
| ---------------- | ---------------------------------------------- | ------------------------- | -------------------------------- | ---------------- | ---------------- | ---------------- | ---------------- | ---------------- | ---------------- |
| 1.               | La jupe en laine                               | Gérard Duguet-Grasser     | Julien Clerc                     | 3 min 59 s       |                  |                  |                  |                  |                  |
| 2.               | Double enfance                                 | Maxime Le Forestier       | Julien Clerc                     | 3 min 11 s       |                  |                  |                  |                  |                  |
| 3.               | Sous sa grande ombrelle                        | Benjamin Biolay           |                                  | 3 min 18 s       |                  |                  |                  |                  |                  |
| 4.               | Ce n'est rien                                  | Étienne Roda-Gil          | Julien Clerc                     | 3 min 45 s       |                  |                  |                  |                  |                  |
| 5.               | Cœur de rocker                                 | Luc Plamondon             | Julien Clerc                     | 4 min 10 s       |                  |                  |                  |                  |                  |
| 6.               | Présentation des musiciens                     |                           |                                  | 1 min 21 s       |                  |                  |                  |                  |                  |
| 7.               | Mélissa                                        | David Mc Neil             | Julien Clerc                     | 3 min 58 s       |                  |                  |                  |                  |                  |
| 8.               | Lili voulait aller danser                      | Luc Plamondon             | Julien Clerc                     | 4 min 32 s       |                  |                  |                  |                  |                  |
| 9.               | Souvenez-vous                                  | David Mc Neil             | Julien Clerc                     | 3 min 25 s       |                  |                  |                  |                  |                  |
| 10.              | Ma préférence                                  | Jean-Loup Dabadie         | Julien Clerc                     | 3 min 31 s       |                  |                  |                  |                  |                  |
| 11.              | Partir                                         | Jean-Loup Dabadie         | Julien Clerc                     | 3 min 47 s       |                  |                  |                  |                  |                  |
| 12.              | Dormez                                         | Maxime Le Forestier       | Julien Clerc                     | 3 min 49 s       |                  |                  |                  |                  |                  |
| 13.              | Jaloux de tout                                 | Étienne Roda-Gil          | Julien Clerc - Christian Padovan | 5 min 40 s       |                  |                  |                  |                  |                  |
| 14.              | Let the sunshine (Adaptation Jacques Lanzmann) | Gerome Ragni - James Rado | Galt Mac Demot                   | 4 min 46 s       |                  |                  |                  |                  |                  |
| 53 min 00 s      |                                                |                           |                                  |                  |                  |                  |                  |                  |                  |

## Musiciens
- Guitares - Basse - Ukulélé - Banjo - Mandoline - Clavier - Percussions - Chant : Michel-Yves Kochmann
- Batterie - Percussions - Guitares - Mandoline - Clavier -  Chant : Éric Lafont
- Piano - Clavier - Basse - Saxophone - Bugle - Chant : Frédéric Renaudin
- Guitares basses - Guitares - Piano - Mélodica - Percussions - Chant : Evert Verhees

## Technique
- Enregistrement : Laurent Delenclos
- Assistants enregistrement : Emmanuel Garès et Nicolas d'Amato
- Moyens technique : Le Voyageur
- Mixage : Bénédicte Schmitt au studio Labomatic
- Masterisé par Dominique Blanc-Francard au studio Labomatic